# Теодон II
Теодон II (нем. Theodo II.; умер между 716 и 718) — герцог Баварии (между 680 и 696 — между 716 и 718) из династии Агилольфингов.

## Биография

### Происхождение
Точное происхождение Теодона II не известно. В трудах многих средневековых авторов и историков Нового времени Теодон II отождествлялся со своим предшественником Теодоном I. Мнения о существовании только одного исторически достоверного баварского герцога по имени Теодон придерживается и ряд современных историков. Однако результаты других исследований средневековых исторических источников показывают, что, вероятнее всего, герцогским престолом Баварии владели два одноимённых правителя: первый — Теодон I, активная деятельность которого приходилась на 670—680-е годы, второй — Теодон II, упоминающийся в 700—710-х годах. Несмотря на эти расхождения, все современные историки сходятся во мнении, что там где в источниках отсутствуют данные, позволяющие отнести события к одному из этих двух временных периодов, точно установить о ком идёт речь, не представляется возможным.
Теодон II был выходцем из рода Агилольфингов, представители которого, согласно «Баварской правде», имели исключительное право на герцогский престол. Однако его родственные связи с более ранними представителями этого рода точно не известны. Предполагается, что он мог быть или сыном Теодона I и Глейснот, или сыном Агилольфа и внуком герцога Гарибальда II, или сыном погибшего в 641 году Фары. Братом Теодона современные историки считают аббата монастыря Святого Мартина в Туре Виктерба, скончавшегося в 756 году в возрасте восьмидесяти лет.

### Начало правления
Вероятно, Теодон II получил власть над Баварией не ранее 680 и не позднее 696 года. Первая из этих дат основана на наиболее ранней из возможных датировок гибели святого Эммерама, убитого при герцоге Теодоне I; вторая — на основании даты прибытия в Баварию святого Руперта, произошедшей уже при герцоге Теодоне II. Предполагается, что на престоле Баварского герцогства Теодон II сменил Лантперта, изгнанного в земли авар. Столицей владений Теодона II был Регенсбург.

### Войны с лангобардами и аварами
Около 680 года в окрестностях Больцано произошёл лангобардо-баварский вооружённый конфликт, в котором бавары потерпели поражение. Исторические источники не сообщают, при каком из герцогов Баварии, правивших в то время, Теодоне I или Теодоне II, произошли эти события.
Позднее герцог Теодон II принял участие в междоусобиях лангобардов, ведших спор за обладание престолом их королевства. Несмотря на то, что король лангобардов Ариперт II был его дальним родственником, герцог Баварии в 702 году предоставил убежище изгнанным из Италии герцогу Асти Анспранду и сыну того Лиутпранду. При дворе баварского герцога изгнанники провели девять лет. В 711 или 712 году Анспранд с помощью Теодона II собрал большое войско, с которым выступил в Италию. Тяжело болевший в то время герцог не смог лично возглавить своих воинов, поэтому во главе баварских отрядов он поставил своего старшего сына Теудеберта, недавно назначенного им своим соправителем. Об итогах похода средневековые историки сообщают противоречивые подробности. Например, Павел Диакон в «Истории лангобардов» писал о поражении баваров в битве около Павии и их бегстве с поля боя. Однако этот же автор сообщал о том, что Ариперт II утонул в реке Тичино, пытаясь бежать к своим союзникам франкам. Достоверно известно только то, что уже марте 712 года Анспранд взошёл на престол Лангобардского королевства.
Стремясь упрочить баваро-лангобардский союз, Теодон II выдал замуж за Лиутпранда, унаследовавшего королевский престол после скоропостижной смерти своего отца, Гунтруду. Одни источники называют её дочерью герцога Баварии, другие, на основании «Истории лангобардов» Павла Диакона — его сына Теудеберта. Вероятно, налаживая тесные связи с правителями лангобардов, Теодон II намеревался с её помощью противостоять вмешательству франков в свои дела.
В правление Теодон II на восточные области Баварии напали авары, разорившие земли вблизи Энса. Одной из целей их нападения был богатый Лоршский монастырь. Вторжение авар было отбито. Тем не менее, чтобы достичь прочного мира, Теодон был вынужден отдать аварам некоторые из своих земель на востоке герцогства.

### Христианизация Баварии
В правление Теодона II в Баварию из Франкского государства прибыли несколько христианских миссионеров. Они поселились вблизи резиденций баварского герцога: Эрхард — в Регенсбурге, Руперт — в Зальцбурге, Корбиниан — вблизи Фрайзинга. Из них Экхард и Руперт связали свою деятельность с Баварией по личной просьбе Теодона, а Корбиниан — по воле герцогского сына Гримоальда II. В «Житии Руперта» сохранились свидетельства об участии Теудеберта, старшего сына герцога Теодона, в основании церкви Святого Петра в Зальцбурге и Ноннбергского аббатства. Вторая половина правления Теодона — время активной христианизации населения Баварского герцогства. Теодон — первый из правителей Баварии, о котором содержатся достоверные свидетельства в средневековой церковной историографии.
В то же время известно, что вмешательство христианских миссионеров в личные дела членов баварской герцогской семьи вызывало сильное недовольство сыновей Теодона II. В исторических источниках сообщается о конфликтах между святым Рупертом и Теудебертом, которые Теодону приходилось улаживать, а также о разногласиях между Корбинианом и Гримоальдом, вызванных критикой святым неблагочестивой жизни сына баварского герцога.
В 715 или 716 году Теодон II совершил поездку в Италию. По свидетельству «Liber Pontificalis» и «Анналов герцогов Баварии», Теодон был первым из баварских правителей, посетившим Рим. На аудиенции у папы римского Григория II герцог получил от понтифика подарки. На этой встрече Теодон II добился от понтифика согласия на учреждение баварской церковной провинции. В документе, датированном 716 годом, указывалось, что эта новая архиепархия должна была быть независима от иерархов Франкского государства и подчиняться непосредственно папе римскому. Предполагается, что в планы Теодона II и Григория II входило учреждение четырёх епархий, расположившихся бы в герцогских резиденциях: Регенсбургской, Фрайнзингской, Пассауской и Зальцбургской. Создание самостоятельных епархий в Баварии способствовало бы снижению зависимости герцогства от влияния правителей Франкского государства. Однако этим планам не суждено было сбыться при жизни Теодона II: четыре епархии на землях Баварии были основаны только в 739 году святым Бонифацием и герцогом Одилоном.

### Раздел герцогства
Ещё в 702 году Теудеберт, старший сын Теодона II, получил от отца в управление город Зальцбург и его окрестности, а в 711 году, в связи с болезнью отца, был назначен его полноправным соправителем. Примерно тогда же (в 711 или 712) годах свои наделы получили и другие сыновья Теодона. Центрами их владений стали герцогские резиденции баварских правителей: Теудебальд получил Пассау и его окрестности, а также, возможно, и Зальцбург, Гримоальд — Фрайзинг.
Вероятно, незадолго до своей поездки в Рим Теодон II, подобно королям из династии Меровингов, провёл перераспределение баварских земель между свои четырьмя сыновьями. Предполагается, что Теудеберт мог получить земли вокруг Зальцбурга, Теудебальд — вокруг Регенсбурга, Гримоальд II — вокруг Фрайзинга (об этом сообщается в 18-й главе «Житии Корбиниана»), а Тассилон II — возможно, в окрестностях Пассау. Неизвестно, должны ли были сыновья Теодона после смерти отца подчиняться верховной воле кого-нибудь одного из них, как это практиковалось у правителей Лангобардского государства, или каждый из братьев, как у Меровингов, должен был стать полностью самостоятельным владетелем.

### Смерть
Точная дата кончины Теодона II неизвестна. Историки датируют это событие периодом с 716 по 718 год включительно. Называются даты: 716 год, 717 год, или, на основании «Истории епископов Пассау и герцогов Баварии», а также некролога Ноннбергского аббатства — 11 декабря 718 года. После смерти Теодона его сыновья начали самостоятельно править каждый в своём владении. Снова единовластное правление в Баварии будет восстановлено только в 725 году при герцоге Хугберте.

### Семья
На основании одной из дарственных хартий Лоршскому монастырю от 779 года ряд историков делает вывод о том, что супругой Теодона II была Фолхайд. В этом источнике сообщается, что родиной Фолхайд был Вормс, что её родителей звали Теутакар и Фрейхейда, и что у неё была сестра, монахиня Ута. Возможно, Фолхайд принадлежала к роду Рупертидов. О Фолхайд как о жене герцога Теодона упоминается и в «Зальцбургской книге побратимов». В то же время другие исследователи предполагают, что Фолхайд могла быть женой Теудеберта, сына Теодона II. Также в некоторых средневековых источниках содержатся свидетельства о том, что супругой Теодона II могла быть Регинтруда. Она же в ряде источников, подобно Фолхайд, упоминается как супруга герцога Теудеберта. Вероятно, что свидетельства второй группы источников, повествующих о Регентруде как о жене сына Теодона II, являются более достоверными.
Противоречивость свидетельств о браках Теодона и Теудеберта позволяет современным историкам делать предположение о том, что в некоторых случаях, там, где в средневековом источнике упоминается имя герцога Теодона, может иметься ввиду его сын Теудеберт. На основании этого в трудах некоторых исследователей Теудеберт наделяется именем Теодон III.
Теодон II был отцом четырёх сыновей: Теудеберта, Теудебальда, Гримоальда II и Тассилона II. Одна из дочерей герцога Баварии, неизвестная по имени, стала супругой его союзника, герцога Алеманнии Готфрида. В 736 году Одилон, сын этого алеманнского правителя, сам получил власть над Баварским герцогством. Дочерью или внучкой Теодона II была Гунтруда, супруга лангобардского короля Лиутпранда.

### Итоги правления
По свидетельству епископа Фрайзинга Арибо, Теодон II был влиятельным и мудрым правителем, известность которого распространялась и вне границ его владений. Правление Теодона II — период наибольшего могущества племенного герцогства Бавария. Опираясь на союзы с лангобардами и папством, Теодон успешно противостоял всё более и более нараставшей силе Франкского государства. Отмечается, что Теодон II был одним из последних баварских герцогов, не подчинявшихся верховной воле правителей франков.

## Комментарии
1. ↑  Иногда упоминается как Теодон V, если в число правителей Баварии включают и легендарных герцогов Теодона I, Теодона II и Теодона III, согласно «Анналам герцогов Баварии», правивших в первой половине VI века[1].